# Myosotis cameroonensis
Espèce
Myosotis cameroonensis Cheek & R.Becker est une espèce de plantes de la famille des Boraginaceae et du genre Myosotis, endémique du Cameroun.

## Étymologie
Son épithète spécifique fait référence au mont Cameroun, où l'espèce a été observée.

## Description
C'est une herbe de 30 cm de hauteur, dont la tige couchée atteint 105 cm.

## Habitat et distribution
Présente sur les prairies périforestières du mont Cameroun, à une altitude supérieure à 2 000 m, elle a été récoltée par de nombreux botanistes qui ont exploré le site au fil des années, tels que Johnston (1886), Maitland (1931), Brenan (1948), Morton (1958), Tchouto (1992) ou Martin Cheek (1993).